# Joost Posthuma
Joost Posthuma (Hengelo, 8 de marzo de 1981) es un exciclista neerlandés que fue profesional entre los años 2004 y 2012. Consiguió 11 victorias durante su carrera profesional. 
Debutó como profesional en la temporada 2004 con el equipo Rabobank, en cuyas filas ya se encontraba desde su época amateur, dando el salto a profesionales tras su victoria en el Tour de Olympia en 2003.
A finales del año 2012, decidió retirarse del ciclismo profesional tras 11 temporadas, al no encontrar ofertas de equipos para continuar.

## Palmarés
2004
- 2.º en el Campeonato de los Países Bajos Contrarreloj
- Circuit des Mines, más 1 etapa

2005
- 1 etapa de la París-Niza
- Gran Premio Jef Scherens

2006
- 3.º en el Campeonato de los Países Bajos Contrarreloj

2007
- Sachsen-Tour, más 1 etapa

2008
- Tres días de La Panne, más 1 etapa
- Tour de Luxemburgo
- 2.º en el Campeonato de los Países Bajos Contrarreloj

2009
- Vuelta a Andalucía[1]

2010
- 1 etapa de la Vuelta a Austria

## Resultados en Grandes Vueltas y Campeonatos del Mundo
| Carrera              | Carrera              | 2004 | 2005 | 2006 | 2007 | 2008 | 2009 | 2010 | 2011  | 2012 |
| -------------------- | -------------------- | ---- | ---- | ---- | ---- | ---- | ---- | ---- | ----- | ---- |
|                      | Giro de Italia       | —    | —    | —    | —    | —    | —    | —    | —     | —    |
|                      | Tour de Francia      | —    | 83.º | 83.º | —    | 67.º | 73.º | —    | 108.º | —    |
|                      | Vuelta a España      | 92.º | —    | —    | 55.º | —    | —    | —    | —     | —    |
| Mundial en Ruta      | Mundial en Ruta      | —    | 60.º | Ab.  | —    | —    | —    | —    | —     | —    |
| Mundial Contrarreloj | Mundial Contrarreloj | —    | 37.º | 42.º | 35.º | —    | —    | —    | —     | —    |

—: no participa

Ab.: abandono

## Equipos
- Rabobank (2004-2010)
- Leopard/Radioshack (2011-2012)
  - Leopard-Trek (2011)
  - Radioshack-Nissan (2012)